# Kopalnia Węgla Kamiennego Pierwszego Maja
Das Bergwerk Pierwszego Maja (Kopalnia Węgla Kamiennego Pierwszego Maja, Bergwerk 1. Mai) ist ein stillgelegtes Steinkohlenbergwerk in Wodzisław Śląski, Polen.

## Geschichte

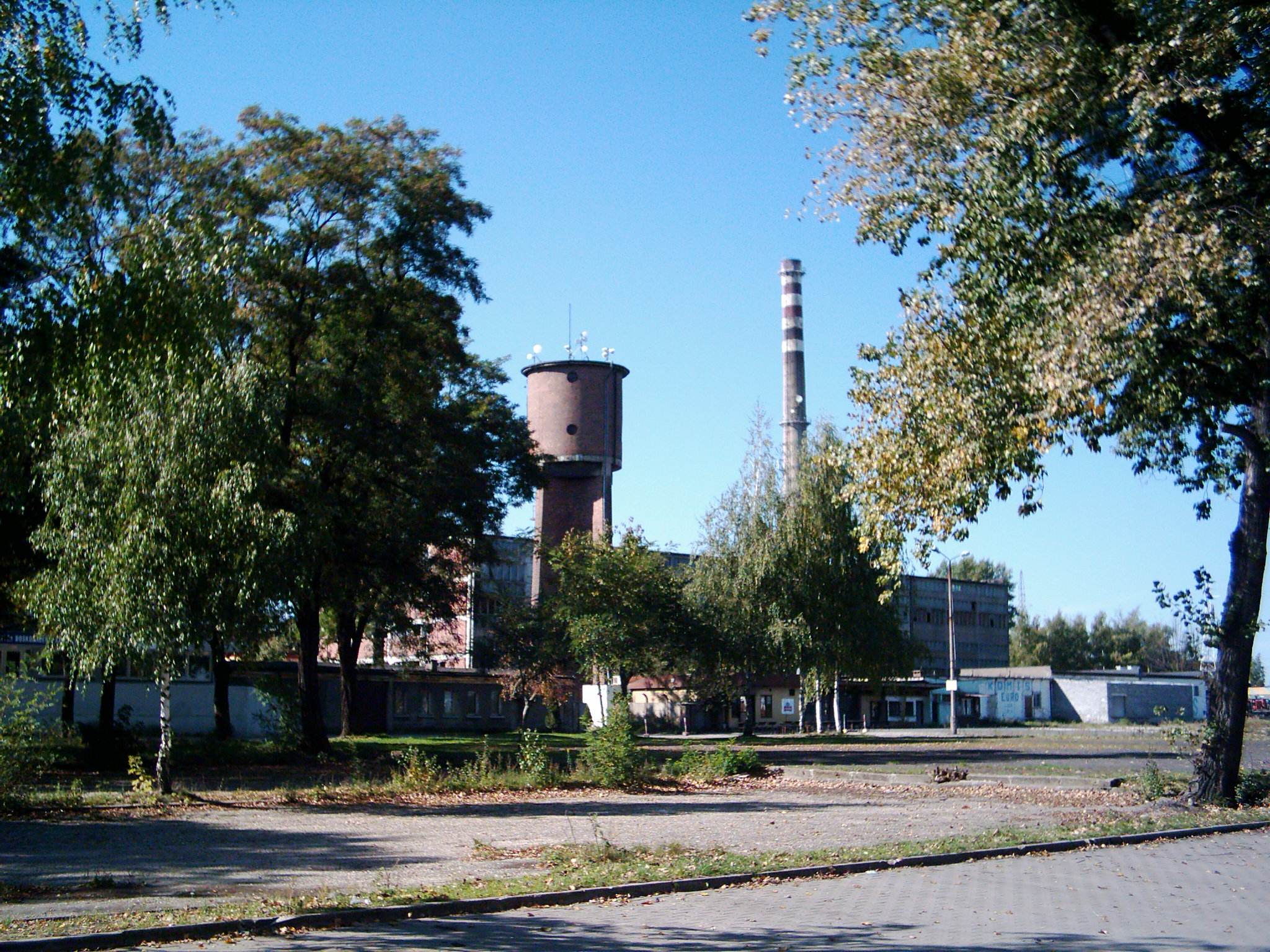
Überreste des Bergwerks 1 Maja / 1. Mai

Weil man im Städtedreieck Rybnik – Jastrzemb – Loslau/Wodzisław Śląski zahlreiche Lagerstätten an Fettkohle fand und aufgrund detaillierter Explorationen Flözvorkommen in Höhe von 1 Mrd. t Kokskohle (Stand 1958) fand, plante die polnische Staatswirtschaft die Errichtung zahlreicher Bergwerke in diesem Revier.
Der Ministerrat der Volksrepublik Polen beschloss daher 1950 die Errichtung eines Bergwerks in der südlichen Spitze der Chwałowice-Mulde. Das Bergwerk zwischen den Ortsteilen Wilchwy und Mszana mit einer Berechtsame von 145,04 km² sollte mehrere Flöze mit einer Mächtigkeit von ca. 1 m abbauen, wurde in den Jahren 1952–1960 realisiert und am 1. Mai 1960 in Betrieb genommen. Die Problematik eines hohen Methangehaltes in den Flözen zeigte sich bereits beim Streckenvortrieb, als es während der Bohrarbeiten zu zwei Entzündungen kam. Dass die Errichtung des Bergwerks acht Jahre in Anspruch nahm, ist u. a. darauf zurückzuführen, dass in dieser Zeit die Lebensmittelversorgung der Bergarbeiter mangelhaft und die Druckluftversorgung unzureichend waren sowie zu wenige Lastkraftwagen zur Verfügung standen.
Es wurden insgesamt vier Schächte abgeteuft, I mit Doppelförderung für Seilfahrt und Materialtransport, II für Skipförderung durch eine Turmförderanlage und die Wetterschächte III und IV in „Mszana“ und „Wodzisław“.
Bis Dezember 1960 trug die Zeche den Namen Mszana, seit dem 1. Januar 1961 hieß sie 1 Maja/1. Mai.
Obwohl die Produktion von 4.200 Tagestonnen im Jahr 1965 auf 6.000 Tagestonnen 1970 gesteigert werden konnte, war das Betriebsergebnis unzureichend. Deshalb wurde 1969 die Förderung von der 250-m-Sohle auf Hydrotransport umgestellt und in den Jahren 1970 bis 1972 Schacht IV mit einer Förderanlage und einer Aufbereitung ausgestattet.
Ab 1973 wurden drei Kohlenhobel des Typs „Westfalia-Lünen“ eingesetzt, um auch den Abbau in Flözen, die unter 35° einfallen, zu mechanisieren. 1977 wurde der Hydrotransport der Kohle wieder eingestellt; trotzdem konnte die Produktion auf jährlich 2,6 Mio. Tonnen im Jahr 1981 gesteigert werden. Während dieser Jahre wurden zahlreiche weitere Wetterschächte abgeteuft, so dass das Bergwerk 1984 über insgesamt neun Schächte verfügte.
Ab 1991 schrieb das Bergwerk trotz weiterer Modernisierungen rote Zahlen, so dass man im Jahr 1995 den Zusammenschluss der Bergwerke 1 Maja und Marcel unter dem Namen Marcel in „Wodzislaw Slaski“ verfügte. Am 9. Dezember 2001 wurde das Bergwerk offiziell geschlossen; viele Gebäude wurden zerstört und die Schachte verfüllt. Zahlreiche Untertagebaue blieben erhalten, um gegebenenfalls wieder genutzt werden zu können.

### Förderzahlen
- 1970: 2,42 Mio. t
- 1979: 2,73 Mio. t